# Gonçalo Brandão
Pour les articles homonymes, voir Brandão (homonymie).
Gonçalo Jardim Brandão est un footballeur international portugais né le 9 octobre 1986 à Lisbonne. Il joue au poste de défenseur central au FC Porto B.

## Biographie
Brandão commence sa carrière professionnelle au CF Belenenses.
En 2005, il rejoint l'équipe anglaise de Charlton, mais ne joue aucun match avec l'équipe première.
Il retourne alors à CF Belenenses à l'issue de la saison. Son temps de jeu à Belenenses est cependant très limité.
En 2008, Brandão rejoint le championnat d'Italie et le club de Sienne. En Italie, son temps de jeu augmente sensiblement.
Brandão possède 2 sélections en équipe du Portugal. Sa première sélection a lieu le 31 mars 2009 lors d'un match amical face à l'Afrique du Sud à Lausanne.